# Scorpaena isthmensis
Scorpaena isthmensis behoort tot het geslacht Scorpaena van de familie van schorpioenvissen. Deze soort komt voor in het westen van de Atlantische Oceaan van South Carolina, het noorden van de Golf van Mexico tot Brazilië op diepten tot 110 m. De vis kan een lengte bereiken tot 16 cm.